# Baptistický kostel (Žytomyr)
Baptistický kostel v Žytomyru (též Bývalý luterský kostel v Žytomyru) je novogotický kostel v centru města Žytomyru; původně luterský, slouží od 90. let 20. století baptistickému sboru.

## Historie
Během sovětského režimu byl kostel sekularizován.

## Architektura
Cihlový kostel je vystavěn v novogotickém slohu. 